# Adobe Acrobat
Adobe Acrobat es una familia de aplicaciones informáticas desarrollados por la corporación Adobe, diseñados para visualizar, crear y modificar archivos con el formato PDF (Portable Document Format). El uso del formato PDF es muy común para mostrar texto con un diseño visual ordenado.
Algunos programas de la familia, especialmente para la creación de este tipo de archivos, son comerciales, mientras que otros para la lectura de este tipo de documentos son freeware.
Adobe Acrobat y Adobe Reader son de uso muy popular como forma de presentar información con un formato fijo similar al de una publicación. Se puede descargar para Microsoft Windows, Mac OS, iOS, Android y Windows Phone.

## Características
Adobe ha cambiado regularmente los nombres de sus productos en la familia Acrobat, muchas veces dividiéndolos, uniéndolos o descontinuándolos. Todo esto causó mucha confusión sobre qué productos adquirir e incluso sobre qué productos tenían instalados los usuarios.
Acrobat DC (Document Cloud), es la última versión disponible para visualizar archivos en formato PDF, e incorpora todas las herramientas que se necesitan para convertir, editar, enviar y firmar PDF en la oficina. También se puede acceder a los servicios de Adobe Document Cloud que permite realizar aún más acciones con los PDF desde cualquier lugar.
- Pro
  - Acrobat X Pro
  - Acrobat XI Pro
  - Acrobat Pro DC
- Standard
  - Acrobat X Standard
  - Acrobat XI Standard
  - Acrobat Standard DC

Últimas Versiones:
- Adobe Acrobat Pro DC (19.021.20049)
- Adobe Acrobat Pro DC (19.012.20034)
- Acrobat DC y Acrobat Reader DC Continuous Track  (15.009.20077)
- Acrobat DC y Acrobat Reader DC Classic Track  (15.006.30096)
- Acrobat y Reader XI  (11.0.13)
- Acrobat y Reader X  (10.1.16)
- Acrobat y Reader 9.x and 8.x  (9.5.5)

## Disponibilidad
Acrobat Reader (denominado anteriormente Adobe Reader) está disponible para bajarse gratis de la página web de Adobe y para las tiendas móviles, y permite la visualización e impresión de archivos PDF.
Acrobat Reader, al igual que muchos otros productos de Adobe, se encuentra disponible en los idiomas:
- Inglés
- Francés
- Alemán
- Japonés
- Italiano
- Español
- Neerlandés
- Portugués brasileño
- Sueco
- Danés
- Finés
- Noruego
- Chino simplificado
- Chino tradicional
- Coreano
- Checo
- Polaco
- Ruso
- Turco
- Húngaro
- Ucraniano
- Eslovaco
- Esloveno
- Francés (Norte de África)
- Hebreo (Oriente Medio)
- Árabe (Oriente Medio)

Adobe Reader está disponible en catalán desde la versión 9.1.
Las versiones en árabe o en hebreo suelen manejar cifras o ligaduras de texto, por lo que el software les permite obtener facilidad de uso.
Adobe Reader en la red convierte páginas web en archivos PDF, también permite mantener la codificación del contenido del texto original.

## Antecedentes
Adobe Acrobat inició con la versión 1.0, incluida la versión en PDF 1.0, enseguida Acrobat Exchange 1.0 (incluido el controlador de la impresora PDFWriter y la aplicación Acrobat Exchange) crea un archivo PDF a partir de una fuente PostScript.
Acrobat 2.0 surgió en septiembre de 1994 para Windows y para Macintosh. Incluían PDF 1.1, aquí eran aún pruebas menos sofisticadas que en la actualidad.
Adobe Acrobat 3.0 es puesto en el mercado en noviembre de 1996. Acrobat también fue compatible con Windows 95. Mostró archivos PDF de Adobe Acrobat dentro la web, y apoyó el relleno de formularios de Acrobat. La característica de los formularios fue de gran popularidad en su tiempo.
Adobe Acrobat 3.0 y 3.2 contenían JavaScript y soportes para el PDF de Adobe Acrobat 1.2, lector gratuito de Acrobat para búsquedas y un catálogo característico de Adobe Acrobat.
Adobe y Acrobat 5.0 fue compatible con Windows 95 y Adobe Acrobat 5.0.5 fue el primero en correr nativo en “Mac OS X” y en “Mac OS 9”. Acrobat 5.1 vino a ayudar a Adobe LiveCycle Reader. Acrobat evoloucionó al poder ser compatible con Windows 95.
Adobe Acrobat 6.0 (julio de 2003). Versión de Acrobat con PDF más profesional.
Adobe y Acrobat, de Adobe Reader X son conocidos como Adobe Acrobat Reader (para formatos PDF).
Adobe Acrobat 7 evolucionó para Windows y ahora incluye Adobe Live Cycle Designer, Adobe Elements 7. Ante esto, Adobe fue capaz de llegar a personas con nuevas aplicaciones que instaló Adobe Acrobat y probó Acrobat 3D con capacidad de convertir documentos de Acrobat portables a objetos CAD a través de Adobe 3D Kit. Pero también Adobe Acrobat tiene aplicaciones de OpenGL.
Las versiones 8 y 9 del producto de Adobe Acrobat son solo Adobe Acrobat.
Para fines de los años 1990, el formato PDF se había convertido en el estándar de facto, y los otros formatos prácticamente desaparecieron. Esto produjo muchos competidores para el Adobe Acrobat, tanto libres como propietarios.

## Generalidades
A partir de la versión 3.02, Adobe Reader contiene un soporte para JavaScript. JavaScript se define como la función que le permite al autor incluir un código de fuente que es ejecutable cuando se lee el documento. A pesar de la seguridad de JavaScript se han reportado abusos en Adobe Reader y Flash en el 2010. Se informó el 14 de enero de 2010 que existe vulnerabilidad en el Internet Explorer debido a que empresas particulares eran espiadas. “[...] La investigación independiente llevada a cabo por la empresa de seguridad McAfee, encontró evidencia de una vulnerabilidad en Internet Explorer, pero no en Acrobat Reader o Adobe Reader”.

## Firma electrónica en Adobe Reader
Para validar un documento PDF firmado, puede hacerlo a través de VALIDe,
Para actualizar los certificados raíces de la FNMT-RCM, en Adobe Reader, debe seguir los siguientes pasos:
- Abrir Adobe Reader y pulsar Edición – Preferencias.
- Pulsar en la categoría "Administrador de confianza" y en el apartado de Actualizaciones automáticas de certificados de confianza aprobados por la Unión Europea pulsar el botón "Actualizar ahora".
- Cuando se actualice mostrará un mensaje de "La configuración de seguridad se ha actualizado correctamente".